# Abraham Tillier (Politiker, 1594)
Abraham Tillier (* 18. Mai 1594 in Bern; † 1654 ebenda) war ein Schweizer Politiker und entstammte der Berner Patrizierfamilie Tillier.

## Leben
Tillier war der Sohn von David Tillier, einem Bäcker und Schultheiss zu Büren. Abraham Tillier wurde Sattler und 1632 Obervogt von Schenkenberg.
Tillier heiratete 1613 Veronika Seelos. Aus der Ehe gingen neun Kinder hervor. Sein achtes Kind war der 1634 geborene Abraham Tillier. Seine zweite Ehe mit Katharina Lerber von 1640 blieb kinderlos.